# ミルマン・パリー
ミルマン・パリー（Milman Parry, 1902年 - 1935年12月3日）は叙事詩学者。

## 経歴
1902年、アメリカのロサンゼルスに生まれる。カリフォルニア大学バークレー校で修士を得た後パリ大学のアントワーヌ・メイエのもとで学ぶ。
フランスで1920年に出した論文ではホメーロスの詩の文中の表現は定型にもとづいていることを著した。また1930年代にアメリカで出した本ではホメーロスの文体の特殊性は口誦詩であることによるという説を立てた。この説はThe Singer of Tales（1960年）で有名な弟子アルバート・ロード に引き継がれた。
1933～1935年、ハーバード大学の准教授になり、口伝の採取のために二度ユーゴスラビアに赴く。1935年銃弾に斃れる。

## 著作
没後の1971年オックスフォード大学出版局から息子アダム・パリーの手による論文集「The Making of Homeric Verse: The Collected Papers on Milman Parry」が刊行された。